# Denis Sonet
Pour les articles homonymes, voir Sonet.
Denis Sonet, né le 3 avril 1926 à Plancher-les-Mines et mort le 23 septembre 2015 à Saint-André-les-Vergers, est un prêtre catholique, aumônier puis formateur de conseillers conjugaux et d’éducateurs au Centre de liaison des équipes de recherche (Cler) depuis 1969 et auteur de nombreuses conférences où il reprend les thèmes de ses ouvrages sur la vie sexuelle et affective.

## Biographie
Denis Sonet nait à Plancher-les-Mines (Haute-Saône),, le 3 avril 1926.
Il entre au petit séminaire à l'âge de onze ans, d'abord au séminaire de Besançon, puis à celui de La Rochelle du fait d'une calcification osseuse. Ordonné prêtre pour l'archidiocèse de Besançon en 1951, il demande à rejoindre le diocèse de Troyes afin de pouvoir y être curé de campagne.
Sollicité par les couples de la Jeunesse agricole catholique, il se fait former par le père Alphonse d'Heilly aux réalités de la vie et de la spiritualité conjugale. Il est ensuite formateur de conseillers conjugaux et d’éducateurs au Centre de liaison des équipes de recherche (Cler) depuis 1969,.
Depuis 1958, il sillonne la France où il donne des conférences dans lesquelles il reprend les thèmes de ses ouvrages, notamment les quatre piliers pour qu'un couple dure : la sexualité, la tendresse, la communication et un projet commun.
Il meurt le 23 septembre 2015.

## Écrits

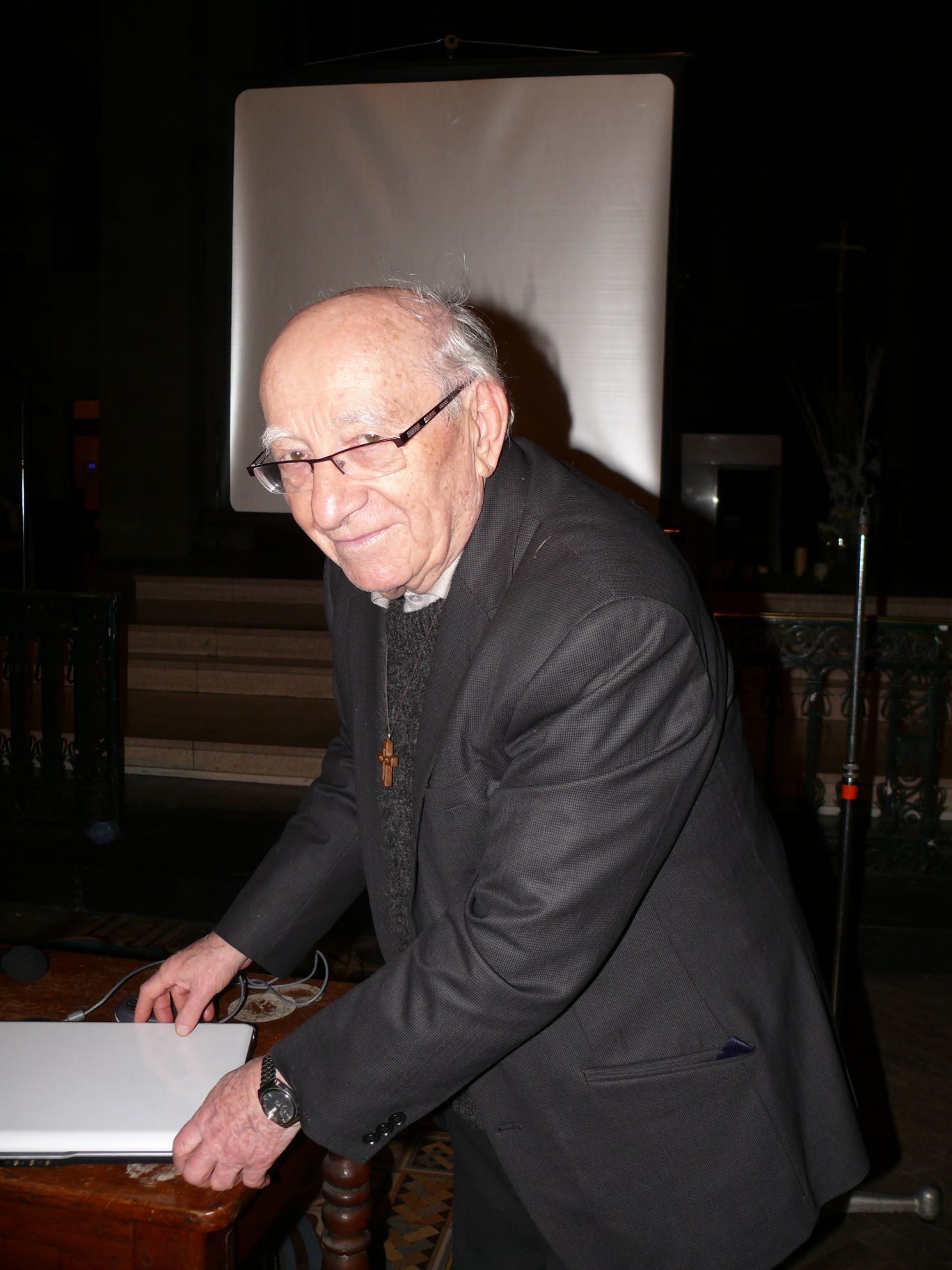
Le Père Denis Sonet, à Lille (Nord, France), 2012.

Le père Denis Sonet a été aumônier, puis formateur de conseillers conjugaux au CLER Amour et Famille,.
Le Fiat de Joseph

« On s'est plu à souligner — et on avait raison — combien le plan de salut de Dieu était suspendu au « oui » de Marie. Dieu ne fait jamais rien pour l'homme sans l'homme. Le fiat de Marie a toujours inspiré à l'humanité une reconnaissance infinie envers celle qui a accepté d'être la Mère du Sauveur. Mais on a tendance à oublier que Joseph lui aussi a été partie prenante de la grande aventure de la Rédemption. Sans être comme le oui de Marie une condition sine qua non, le oui de Joseph au plan de Dieu était capital : Joseph était chargé d'insérer Jésus dans l'authentique filiation de David. Autrement dit, Joseph n'a pas joué qu'un rôle de paravent, un cache-mystère de la virginité de Marie. Il n'a pas été que le « père la soupe », chargé de nourrir une femme et un enfant. Sur la grande scène du salut de l'humanité, il n'a pas eu qu'un petit rôle, disparaissant assez vite de l'histoire, une fois son texte débité. Et s'il est déclaré juste, c'est aussi parce qu'il a accepté la mission importante que Dieu lui a donnée : « Ne crains pas de prendre Marie, ton épouse » (cf. Mt 1, 18-24). Une mission d'époux, une mission de père ! »

— Denis Sonet. L'Évangile au présent, Paris, Droguet et Ardent, 2004, p. 34.

## Publications

### Ouvrages
- 1990 : Découvrons l'amour, pour ne pas aimer idiot, édition Droguet et Ardant
- 1993 : Éduquons nos parents, éditions Fates  (ISBN 9782909452012)
- 1997 : L'éternité, c'est tout de suite, Cerf jeunesse  (ISBN 9782204056144)
- 1997 : Il n'y a qu'un seul amour, Droguet et Ardant  (ISBN 9782704104048)
- 2001 : L'art d'être parents et grands-parents, éditions Le Livre Ouvert  (ISBN 9782907429795)
- 2001 : Le mariage - pourquoi ?, éditions Le Livre Ouvert  (ISBN 9782907429825)
- 2002 : La communication, éditions Le Livre Ouvert  (ISBN 9782907429894)
- 2002 : La culpabilité : comment s'en sortir ?, éditions du Chalet  (ISBN 9782702305133)
- 2004 : Le pardon, éditions Le Livre Ouvert  (ISBN 9782907429993)
- L'Évangile au présent.
  - 1997 : Prier la parole chaque dimanche, du Carême C au Carême A, éditions Fates  (ISBN 9782909452197)
  - 2002 : Avent et Noël, Droguet et Ardant  (ISBN 9782704107605)
  - 2003 : Temps ordinaire, année B, Droguet et Ardant  (ISBN 9782704107629)
  - 2004 : Carême et Pâques, Droguet et Ardant  (ISBN 9782704107643)
  - 2004 : Du 9e dimanche du Temps ordinaire à la solennité du Christ roi de l'univers. Temps ordinaire. Année C, Droguet et Ardant  (ISBN 9782704107650)
- 2005 : L'amour, la vie... Parlons-en !, Droguet & Ardant  (ISBN 9782704107810)
- 2005 : Conseils à des parents d'ados, Droguet et Ardant  (ISBN 9782914580700)
- 2005 : Conseils aux couples qui s'aiment... ou qui peinent, Droguet et Ardant  (ISBN 9782704107827)
- 2006 : Pour parler l'amour : Homélies de mariage selon le nouveau rituel, éditions Soceval  (ISBN 9782903242879)
- 2006 : Construisons notre amour, éditions Le Livre Ouvert  (ISBN 9782915614169)
- 2008 : Leur premier baiser : Parents et adolescents face à la sexualité, éditions Saint-Augustin  (ISBN 9782880114411)
- 2009 : La vie a-t-elle un sens ?, éditions Le Livre Ouvert  (ISBN 9782915614350)
- 2010 : Réussir notre couple : Quand l'amour se joue de la différence, éditions Édifa-Mame  (ISBN 9782916350677)
- 2010 : Communiquer ? Cela s'apprend !, éditions Le Livre Ouvert  (ISBN 9782915614473)
- 2011 : Découvrons l'amour, éditions Édifa-Mame  (ISBN 9782916350912) (réédition)
- 2011 : SMS spirituels, éditions Le Livre Ouvert  (ISBN 9782915614534)
- 2012 : Mon célibat, j'en fais quoi ?, éditions Le Livre Ouvert  (ISBN 9782915614480)

### En collaboration
- 2007 : Ce Dieu, dont le couple est l'image, éditions Le Livre Ouvert, avec Bernard Debelle et Virginie de Tinguy  (ISBN 9782915614183).
- 2009 : Qui nous montrera le bonheur ? 8 thèmes pour les jeunes des aumôneries et des mouvements chrétiens, éditions Tardy, avec le CLER et Armelle Nollet  (ISBN 9782710505259).

### DVD
- Bonne Nouvelle pour la sexualité (DVD), 2008
- Vivre en couple aujourd'hui (DVD), 2008
- À la découverte de l'amour (DVD), 2010
- Être parents aujourd'hui (DVD), 2010
- Les célibataires (DVD), 2011